# Heliotropium epacrideum
Heliotropium epacrideum är en strävbladig växtart som beskrevs av Ferdinand von Mueller och George Bentham. Heliotropium epacrideum ingår i Heliotropsläktet som ingår i familjen strävbladiga växter. Inga underarter finns listade i Catalogue of Life.